# 醫療補貼計劃
醫療補貼計劃（葡萄牙語：Programa de Comparticipação nos Cuidados de Saúde）是澳門特別行政區政府自2009年起實施，以計劃補助居民醫療開支，與居民分享社會發展的經濟成果的一次性惠民政策。
直至2010年1月，已印取醫療券的居民逾40萬名，曾用券的佔5成以上。有1041名醫生或私人衛生單位參與計劃，總數佔合資格申請醫生的85%。

## 受惠對象
- 於2010年7月31日持有效或可續期的澳門特別行政區永久性居民身份證者。
- 持有第23/2002號行政法規《澳門特別行政區居民身份證規章》生效前發出的澳門居民身份證且現身處澳門特別行政區境外者，但其須證明因長期無能力或因入住醫療機構或社會互助機構的情況而阻礙其換領澳門特別行政區永久性居民身份證。

## 計劃詳情

### 目的
- 推廣家庭醫學制度及鼓勵市民重視個人保健。
- 加強公營醫療實體及私營醫療市場的合作，充分發揮社區醫療資源的作用。
- 提升社會醫療服務綜合水平、多元化的發展。

### 發放方式

#### 2018年度前
- 受益人須攜同有效智能卡式澳門永久性居民身份證，前往設有醫療券自助列印機的地點自行列印醫療券。
- 醫療券自助列印機將為每名受益人一次性列印全數12張，每張面值為澳門幣五十元(MOP50.00)醫療券，分別列印在兩張A4尺寸的專用紙上。
- 每張醫療券正面均印有受益人姓名以及身份證編號的其中3個號碼；另外亦會留有供填寫使用者姓名、簽名及使用日期等資料的位置。
- 每張醫療券的背面均印有移轉聲明書及醫療券的使用條款。

#### 2018年度後
- 受益人只須攜同有效智能卡式永久性居民身份證，可前往加入計劃的醫療人員處求診及使用電子醫療券繳付診金；
- 電子醫療券每張面值為1澳門元(MOP1.00)；

### 使用規限

#### 2018年度前
- 醫療券使用期由當年5月1日至次年8月31日。
- 逾期未使用的醫療券將作廢，受益人不獲任何形式退回或補償；
- 醫療券不可兌換現金；
- 使用者每次使用數量不限，醫療券不設找續。
- 醫療券不包括住院服務、購買醫療用品或醫療器材、義肢、於藥房購買藥物和不包括美容性質的醫療服務。

#### 2018年度後
- 醫療券使用期由當年5月1日至次年4月30日。
- 醫療券不可兌換現金；
- 醫療券不包括住院服務、購買醫療用品或醫療器材、義肢、於藥房購買藥物和不包括美容性質的醫療服務。

### 適用範圍
- 醫療券適用於參與計劃的私人衛生單位，不得用於公營醫療機構或受特區政府資助的私人衛生單位。
- 獲批准參與本計劃的所有私人衛生單位將於其執業地點貼有以下標誌。
- 醫療券可用於支付西醫、中醫、牙醫及治療師等私人衛生單位所提供的預防性及治療性醫療服務，包括診症服務、疫苗接種、X光或化驗服務等。

## 醫療券自助列印機（2018年後停用）

### 分佈地點
- 衛生局轄下機構：

仁伯爵綜合醫院大堂、塔石衛生中心、筷子基衛生中心、黑沙環衛生中心、海傍衛生中心、風順堂衛生中心、氹仔海洋衛生中心、路環衛生中心。
- 民政總署：

下環街市服務站、祐漢活動中心、台山活動中心、營地活動中心、離島區市民服務中心。
- 邊境口岸：

關閘入境大堂、外港客運碼頭入境大堂、氹仔客運碼頭入境大堂、路氹城邊檢大樓入境大堂
- 社會工作中心：

花地瑪社會工作中心、青洲社會工作中心
- 其他：

中華廣場地下大堂、南灣財政局大樓、財政局氹仔接待中心。

## 相關事件
在該服務推出後，衛生局曾指出有市民因遺失身份證而被他人盜用印取醫療券，並成功於醫療補貼計劃私人衛生單位不法使用。而在2020年4月司警亦發布一單涉及至少1萬1千名澳門居民，金額超過900萬的醫療券診騙案件。當時衛生局表示自服務推出後，共收到12宗投訴，3宗仍在處理，其餘投訴有2宗涉及刑事犯罪行為。

## 外部連結
- 醫療補貼計劃官方網頁 （页面存档备份，存于）